# Andrzej Olszewski (polityk)

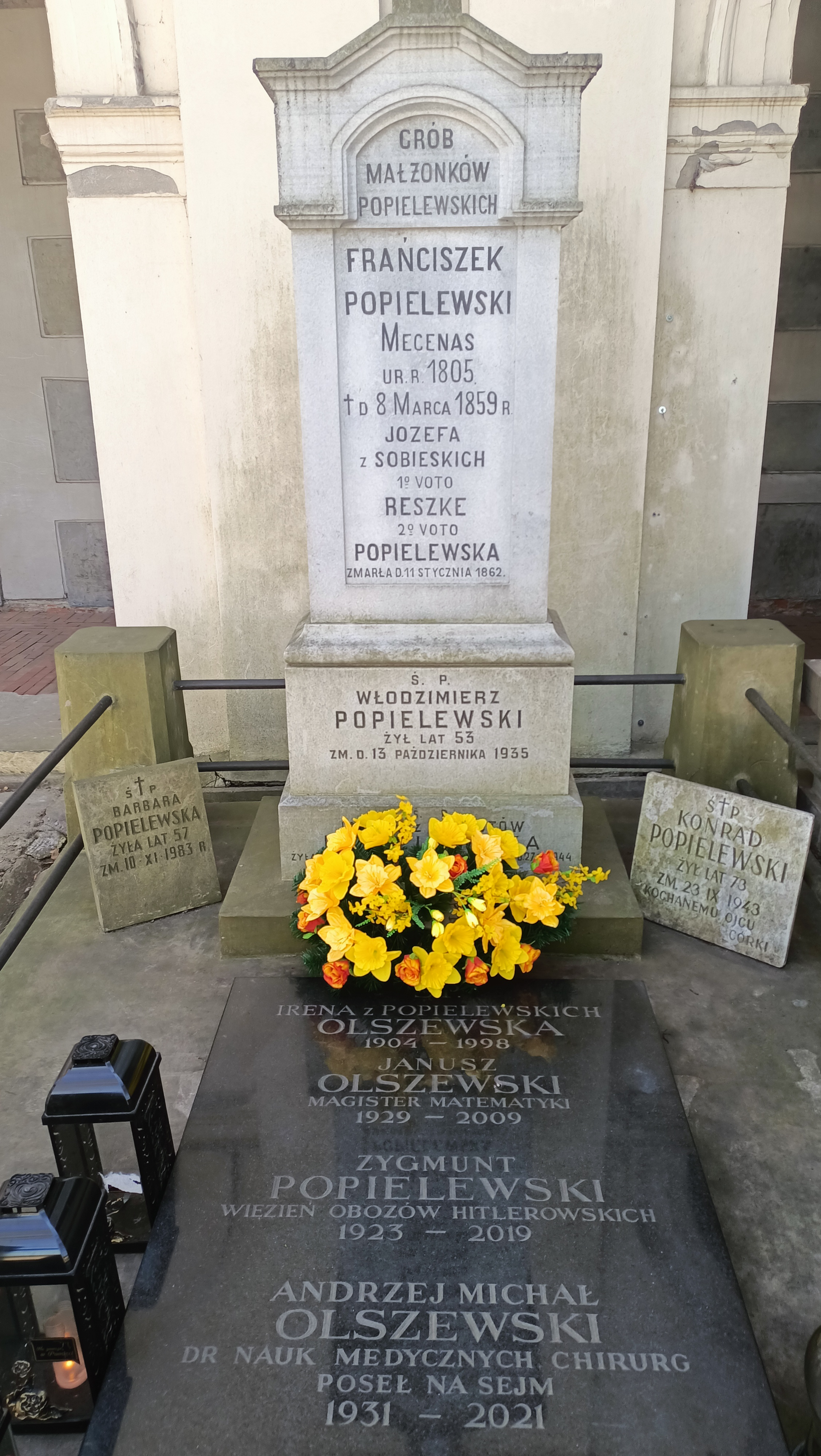
Grób Andrzeja Olszewskigo na cmentarzu Powązkowskim w Warszawie

Andrzej Michał Olszewski (ur. 2 czerwca 1931 w Warszawie, zm. 16 października 2021 w Radziejowicach) – polski lekarz chirurg i polityk, poseł na Sejm II i III kadencji.

## Życiorys
Syn Karola i Ireny. Ukończył w 1954 studia na Wydziale Lekarskim-Pediatrycznym Akademii Medycznej w Warszawie. Doktoryzował się w 1974 na tej samej uczelni na podstawie pracy pt. Rozwój opieki zdrowotnej w osadzie fabrycznej Żyrardów do 1915 roku, wydanej w 2004 jako publikacja książkowa.
Specjalizował się w zakresie chirurgii, był ordynatorem chirurgii szpitala w Żyrardowie (1983–2003). Od początku III RP działał w Socjaldemokracji Rzeczypospolitej Polskiej – był przewodniczącym jej rady wojewódzkiej oraz członkiem rady naczelnej. W wyborach w 1991 bez powodzenia ubiegał się o mandat poselski w okręgu płocko-skierniewickim. W wyborach w 1993 uzyskał mandat posła na Sejm II kadencji w okręgu skierniewickim z listy Sojuszu Lewicy Demokratycznej. W wyborach w 1997 uzyskał reelekcję z tego samego okręgu. W 2001 nie ubiegał się o ponowny wybór, pozostając działaczem SLD w Żyrardowie. Bez powodzenia kandydował na radnego powiatu żyrardowskiego w wyborach w 2002.
Był członkiem Polskiego Towarzystwa Chirurgicznego, Polskiego Towarzystwa Historii Medycyny i Farmacji. Zajmował się chirurgią i historią medycyny. Opublikował na ten temat kilkadziesiąt artykułów zamieszczanych w czasopismach branżowych („Archiwum Historii Medycyny”, „Polski Tygodnik Lekarski”, „Problemy Lekarskie”, „Pamiętniki Zjazdów Chirurgów”, „Polski Przegląd Chirurgiczny”).
Został pochowany na cmentarzu Powązkowskim w Warszawie.

## Odznaczenia i wyróżnienia
Odznaczony Srebrnym i Złotym Krzyżem Zasługi, Krzyżem Kawalerskim Orderu Odrodzenia Polski. Wyróżniony m.in. odznaką honorową „Za wzorową pracę w służbie zdrowia”, złotą odznaką „Za zasługi dla województwa warszawskiego”, medalem „Za pracę dla województwa skierniewickiego”.